# Ievfrossinia Kersnovskaïa
Ievfrossinia Antonovna Kersnovskaïa (en russe : Евфросиния Антоновна Керсновская), née le 26 décembre 1907 (8 janvier 1908 dans le calendrier grégorien) à Odessa et décédée le 8 mars 1994 à Iessentouki, est une écrivaine russe soviétique. Elle est principalement connue pour avoir passé dix ans dans le camp du Norillag, après deux années d'exil forcé en Sibérie, et pour les mémoires consignés dans une douzaine de carnets comprenant six-cent quatre-vingts dessins, témoignant de cette période.
Elle réalisa trois copies de son travail. En 1968, ses amis le diffusèrent en samizdat, reprenant les dessins au dos de chaque page. Des extraits de son travail furent publiés en 1990 dans les magazines russes Ogonyok et Znamia, ainsi que dans The Observer (juin 1990), puis en Allemagne et en France. Finalement, en 2001, le texte complet, en six volumes, fut publié en Russie.

## Biographie
Ievfrossinia (Euphrosyne) Kersnovskaïa est née à Odessa dans une famille de la noblesse russe. Pendant la guerre civile russe, sa famille, à la suite de l’arrestation puis de l’évasion de son père, fuit la guerre. Elle déménage en Bessarabie pour y exploiter ses terres. Peu après, la Bessarabie est intégrée à la Roumanie. 
En 1940, la Roumanie est annexée par l'Union soviétique et les membres de la famille Kersnovski (Ievfrossinia et sa mère) sont réprimés en tant qu'anciens propriétaires terriens. Elle est alors exilée en Sibérie dans le cadre des déplacements forcés de population (en russe : ссыльнопоселенец, ssylnoposselenets) pour y travailler à l'abattage du bois. Elle tente de s'échapper, mais est prise et condamnée à mort. La sentence est commuée en dix ans de travail forcé dans un camp de redressement en Sibérie où elle travaille comme vétérinaire. Elle est à nouveau condamnée à dix ans de camp en raison de ses multiples refus d’obéissance qu'elle passe au Norillag (Норильлаг), camp de travail de Norilsk, dans les mines.
Après sa libération, elle vit à Iessentouki (kraï de Stavropol) dans le Caucase russe et rédige ses mémoires entre 1964 et 1968. Ces mémoires, illustrées de plusieurs centaines de dessins, représentent un ensemble unique retraçant la vie en Union soviétique et tout particulièrement la vie en exil forcé puis dans les camps du Goulag.
Ses mémoires sont d’abord publiées sous la forme de samizdat (écrits dissidents), avant de paraître dans une édition libre. 
Ievfrossinia Kersnovskaïa est réhabilitée en 1990, quatre ans avant sa mort.

## Ouvrages de Kersnovskaïa
- Envers et contre tout, chronique illustrée de ma vie au Goulag, Christian Bourgeois éditeur, 2021.
- Coupable de rien, Paris, Plon, 1994
- (ru) Сколько стоит человек, 6 volumes, Moscou, Можайск-Терра, 2000-2001
- (ru) Наскальная живопись, Moscou, Квадрат, 1991
- (de) Ach Herr wenn unsre Sünden uns verklagen, Kiel, Neuer Malik Verlag, 1991